# Diplognathodus
Genre
Diplognathodus est un genre fossile de conodontes de la famille des Anchignathodontidae ayant vécu au Carbonifère.

## Liste des espèces
Selon GBIF (27 octobre 2024) :
- Diplognathodus benderi Hu, Hogancamp, Lambert & Qi, 2020

À noter que Paleobiology Database (27 octobre 2024) ne rattache plus aucune espèce à ce genre. 

## Systématique
Le nom valide complet (avec auteur) de ce taxon est Diplognathodus Kozur & Merrill (d), 1975.